# Ring (Schmuck)

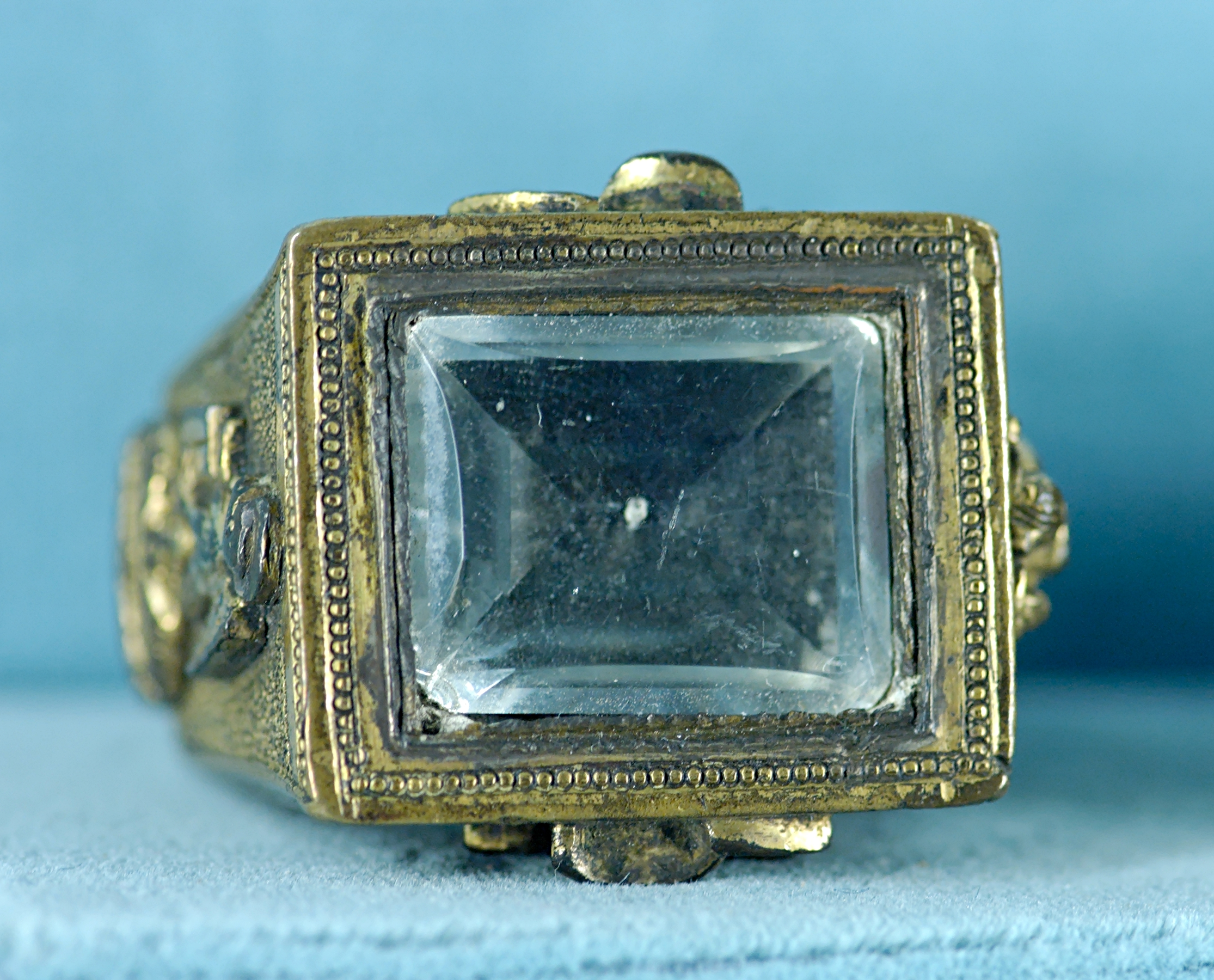
Ring Papst Pauls II., Goldbronze und Bergkristall, Mittelitalien, 1464–1471

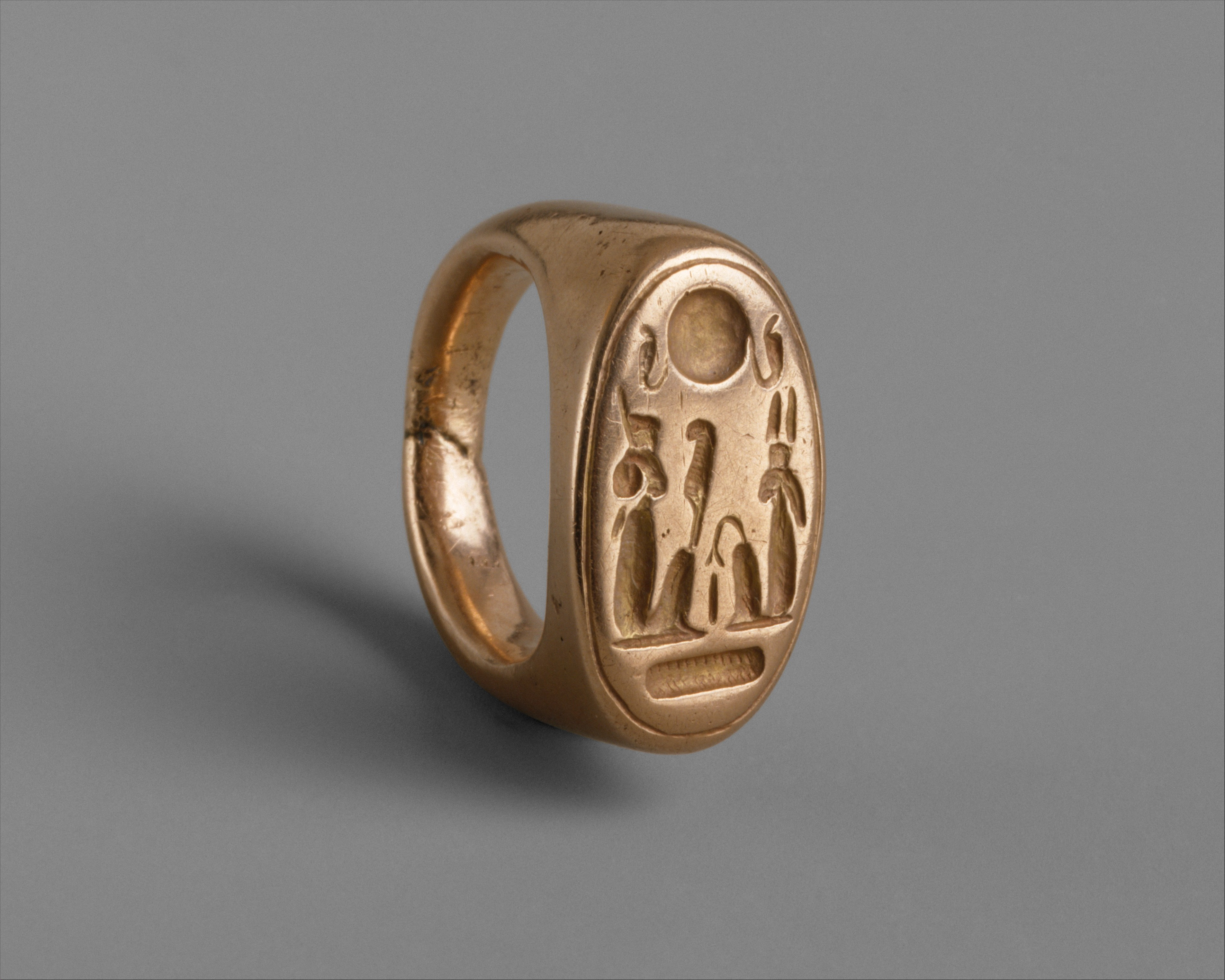
Ägyptischer Ring mit der Darstellung von Echnaton und Nofretete, ca. 1340 v. Chr.

Der Ring zählt zu den bekanntesten Schmuckformen. In allen Kulturen findet man ihn als Schmuck für die Hand oder als Zehenring für den Fuß. Ohr- und Nasenringe gehören hingegen zu den Nadeln.

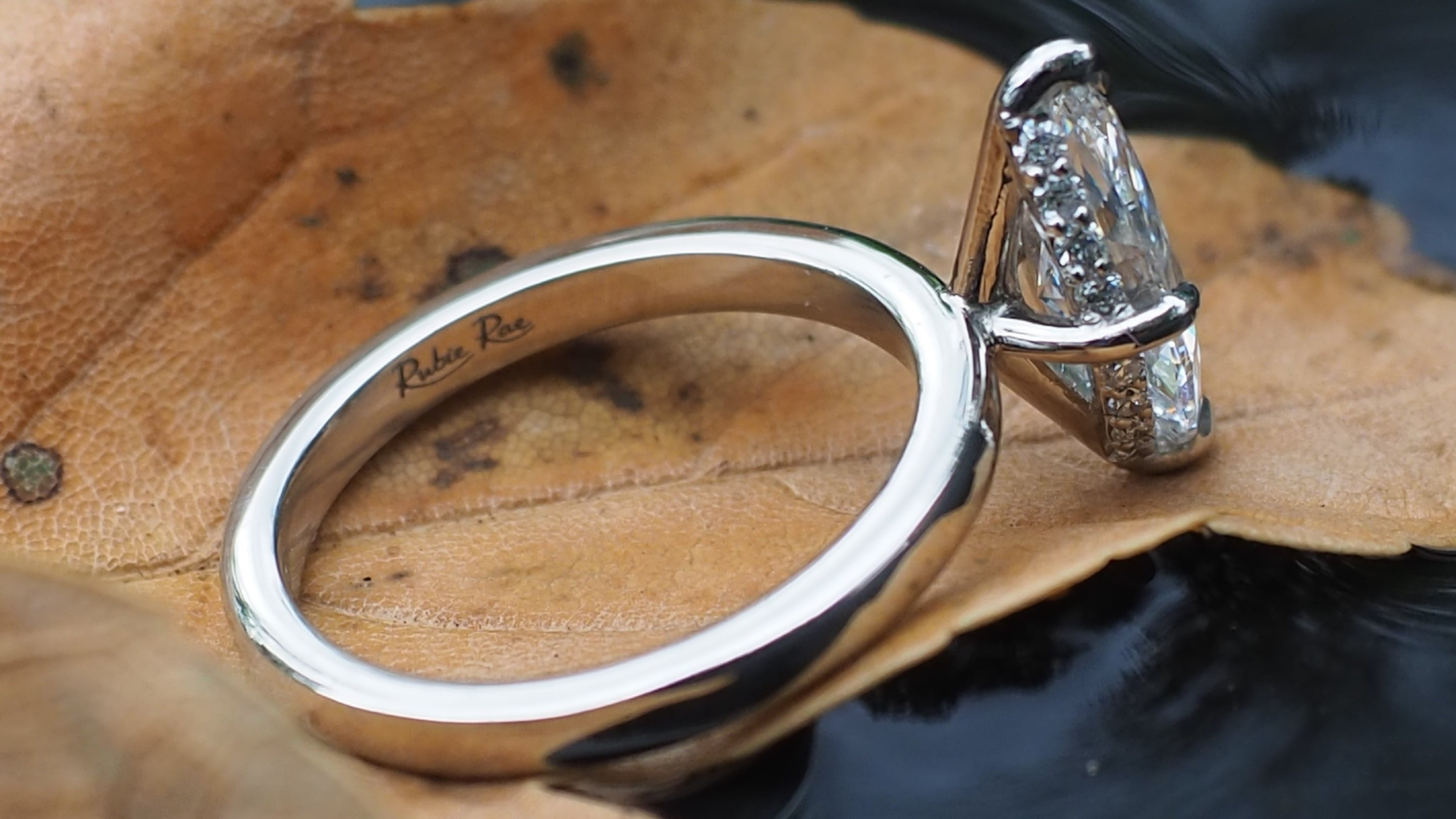
Goldener Ring mit eingefasstem Diamant

## Geschichte

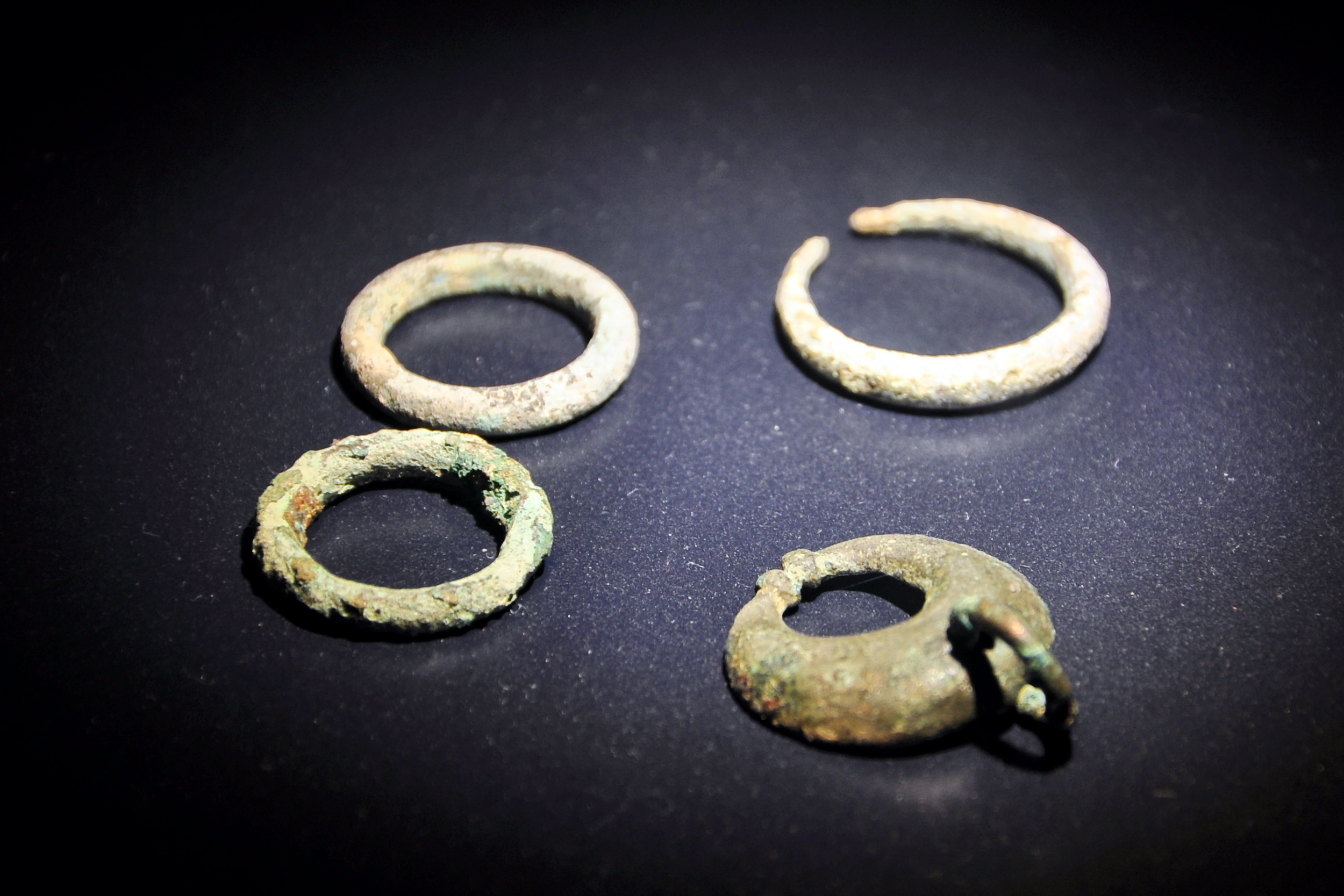
Fingerringe und ein halbmondförmiger Anhänger aus Bronze (Fundort Thermengasse im römischen vicus Turicum (Zürich))

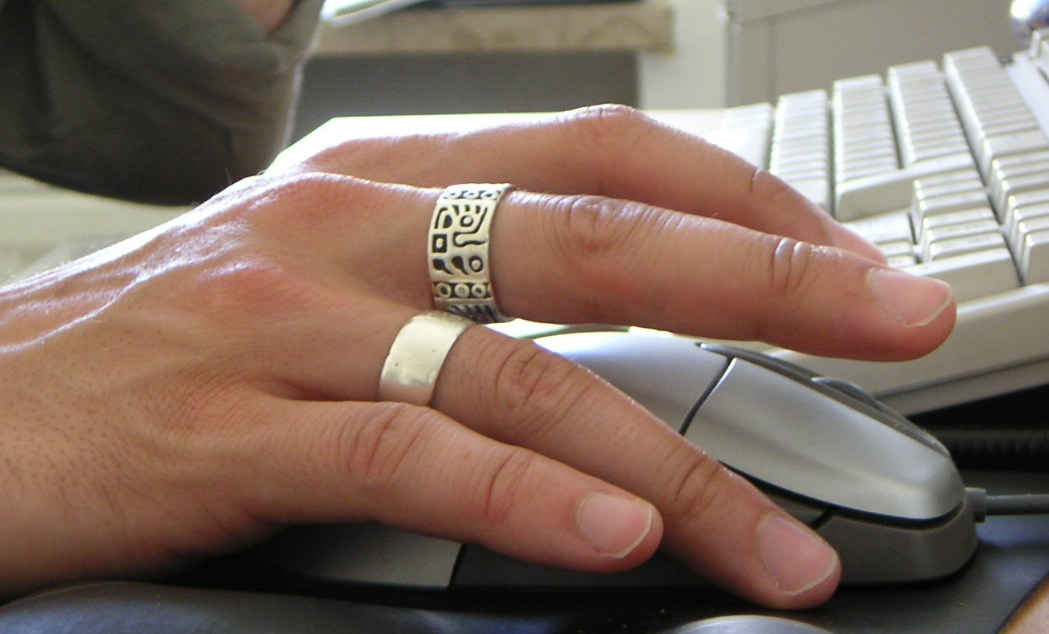
Moderne Modeschmuck-Ringe aus Silber.

Die ältesten bekannten Ringe sind mehr als 21.000 Jahre alt; so die Fingerringe aus Mammutelfenbein, die in Pavlov in Tschechien gefunden wurden.
Ringe waren nicht nur als Schmuck gebräuchlich, sondern stellten auch Wertobjekte dar, die als Tausch- und Zahlungsmittel dienen konnten. Dieses Ringgeld zählt zu den vormünzlichen Zahlungsmitteln und gehört in den Bereich des Schmuckgeldes.
Ursprünglich wurden Ringe aus Knochen, vermutlich auch aus Holz sowie Stein (beispielsweise Bernstein) hergestellt; später auch aus Bronze, Edelmetallen, Eisen und Glas. Bei Ringen bildeten sich im Laufe der Kulturgeschichte die unterschiedlichsten Bedeutungen heraus.
Ringe gehörten sowohl im europäischen Mittelalter als auch in der Antike zu den beliebtesten Schmuckstücken der Oberschicht. Siegelringe waren Macht- und Würdezeichen. Daneben fungierten Ringe bereits im Hochmittelalter, wahrscheinlich aber schon in der Antike auch als Zeichen der Liebe und Treue bei der Eheschließung, in der frühen Neuzeit verstärkt auch als persönlicher Gedächtnis- oder Trauerring. Im Mittelalter gab es Schutz- und Heilringe, die zum Beispiel einen Krötenstein enthielten. Der Brauch hielt sich auch über die Renaissance hinaus.
Ringe wurden zu Herrschaftssymbolen, ordneten den Träger in Glaubensgemeinschaften ein, dienten rituellen Zwecken, wie der Trauer, oder dokumentierten das gegebene Eheversprechen. Darüber hinaus dienten Ringe auch immer der Selbstdarstellung.
Die Wahl des Materials, der Wert, die künstlerische Gestaltung und die Ikonografie sind ausschlaggebend für die Bedeutung eines Rings als Schmuck. Seltenes und damit kostbares Material sowie eine schöne Gestaltung des Rings stellen die Grundlage dar, auf der auch die Symbolik des Rings beruht.

## Erzählgut
Auch im Erzählgut drücken Ringe Bindungen und Beziehungen aus. Es gibt Erzählungen, in denen Vögel durch Ringdiebstahl Liebende trennen (Magelone) oder Unschuldige in Diebstahlverdacht geraten lassen (Grimms Kinder- und Hausmärchen: Die weiße Schlange; Deutsche Sagen: Idda von Toggenburg). Siehe auch Der Ring des Polykrates. Oft dient der Ring oder die Ringhälfte als Wiedererkennungszeichen (AaTh 974 Heimkehr des Gatten; KHM 25, 65, 67, 93, 101). Außerordentlich häufig sind Zauberringe: Fastrada, Friedrich von Schwaben, Grimms Deutsche Sagen Nr. 529 Der edle Moringer. Ein modernes Beispiel ist J. R. R. Tolkiens Der Herr der Ringe.
In Grimms Märchen Nr. 17, 25, 40, 55, 63, 65, 67, 69, 92, 93, 97, 121, 123, 166, 192, 193, 197 spielt ein Ring eine Rolle.
Eine besondere Rolle kommt dem Ring auch in der sogenannten Ringparabel aus Lessings Werk Nathan der Weise zu.

## Unterschiedliche Formen und Zwecke

### Verlobungsring

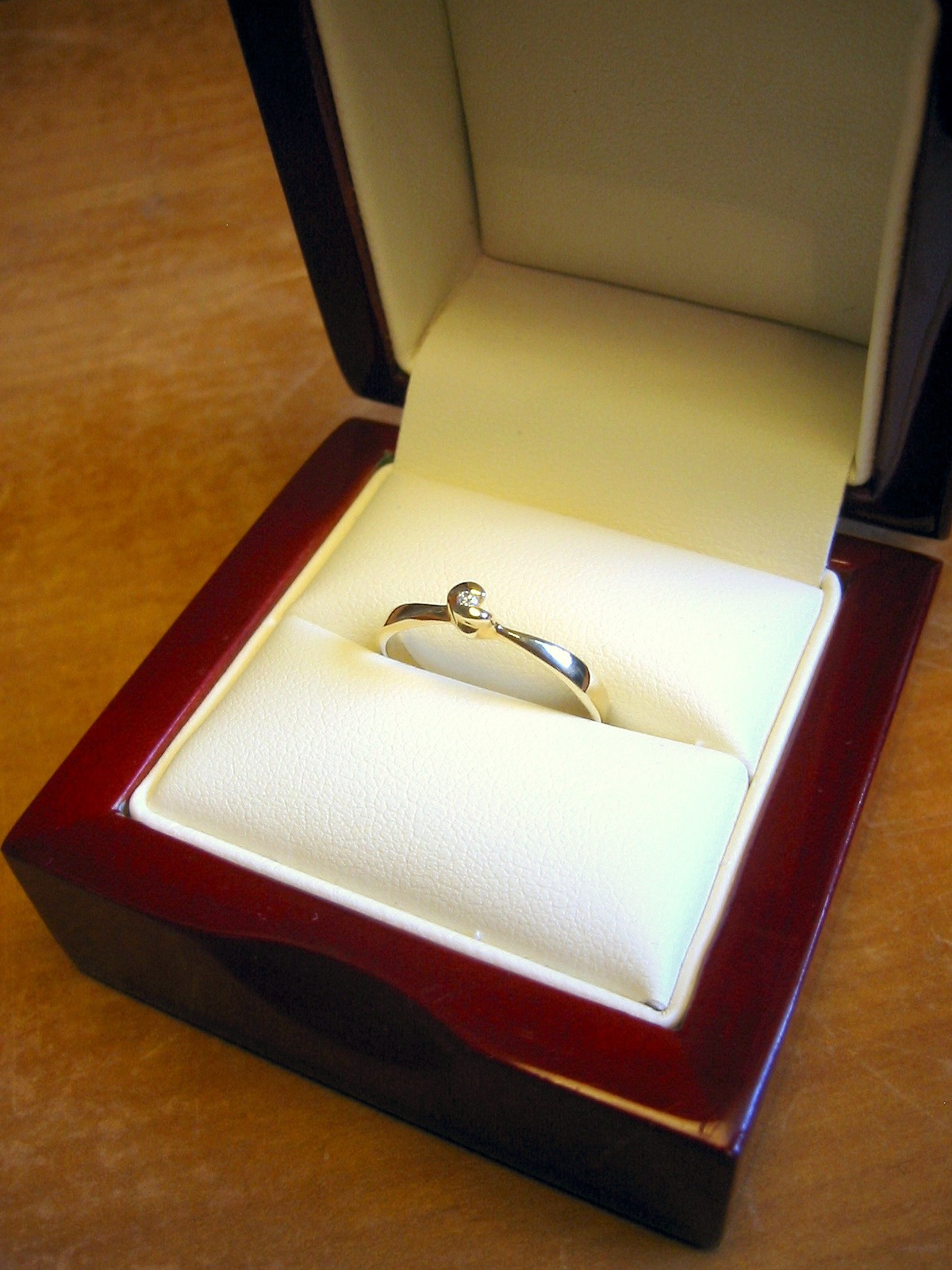
Ring mit Brillant auch als Verlobungsring verwendet

Ein Verlobungsring ist ein Ring, der das Versprechen symbolisiert, mit einem anderen die Ehe eingehen zu wollen.

### Ehering

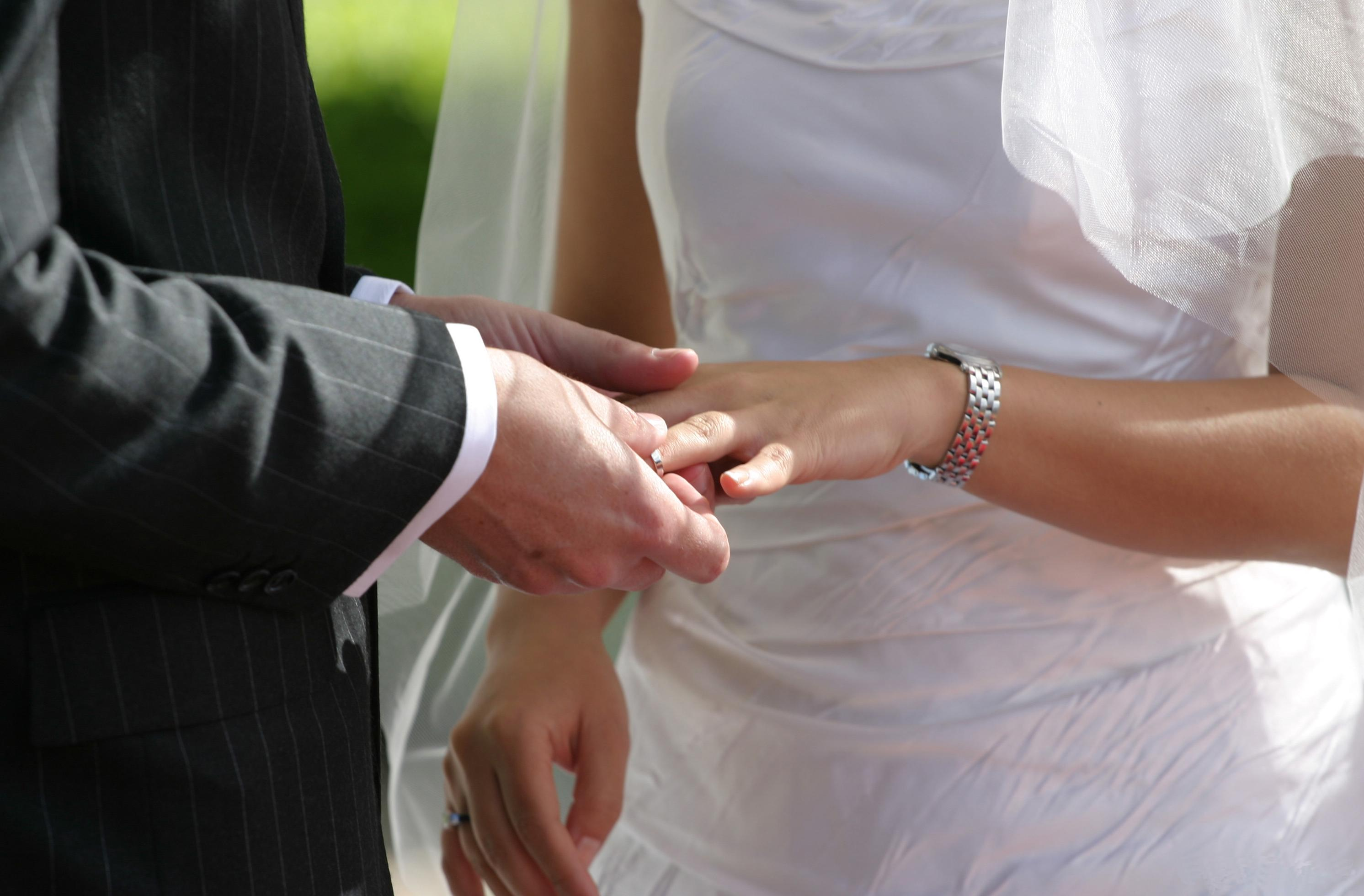
Anlegen des Eherings bei der Heirat an den linken Ringfinger, die weltweit häufigste Variante

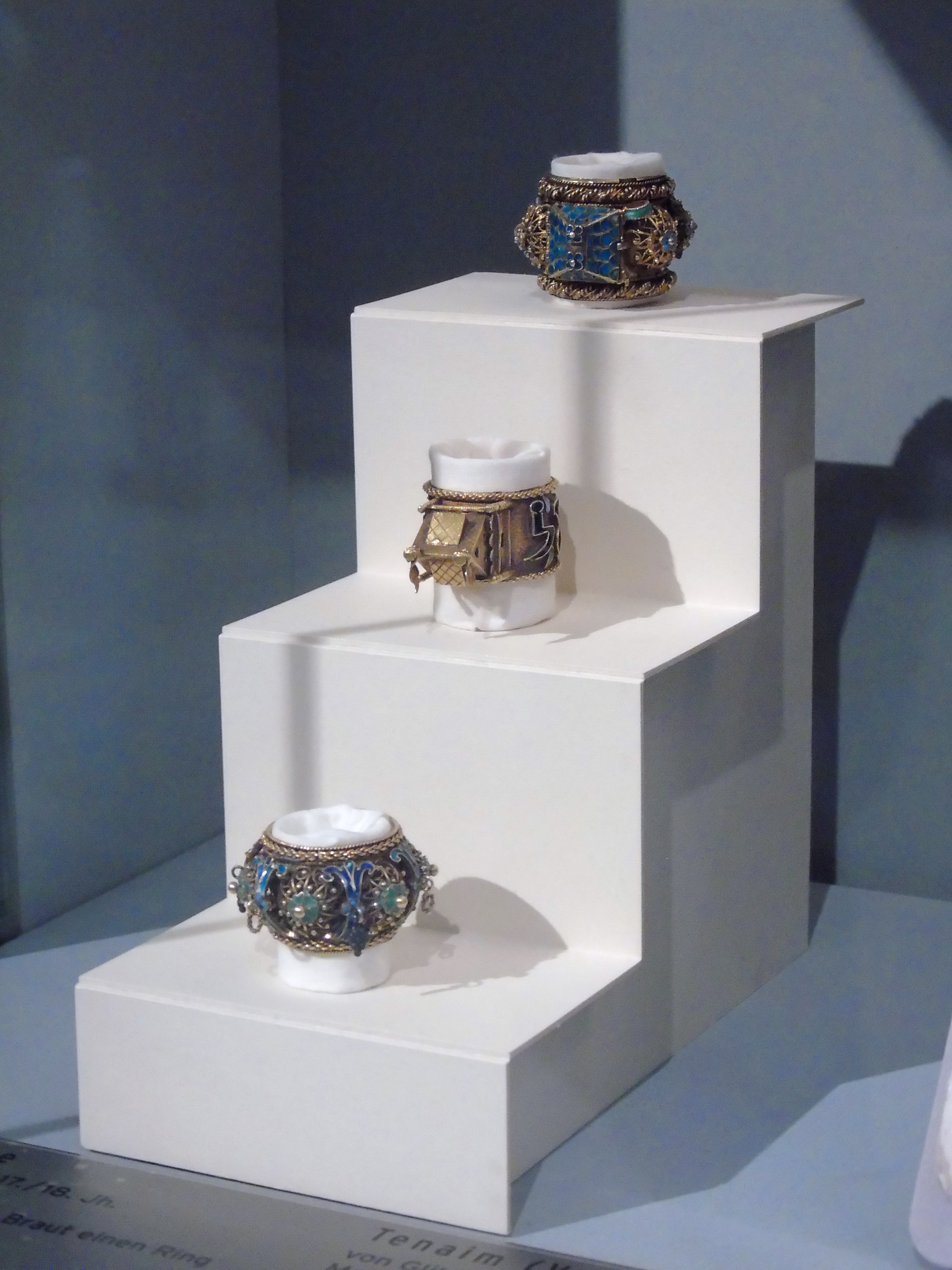
Jüdische Ehe- und Verlobungsringe aus dem 17. und 18. Jahrhundert

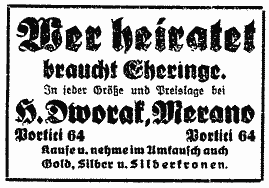
Inserat für Eheringe in der Südtiroler Tageszeitung Dolomiten, 1940

Bereits im frühen Altertum symbolisierte der Trauring Unendlichkeit und Beständigkeit. Sowohl die alten Ägypter als auch Römer trugen den Trauring am Ringfinger der linken Hand. Der Grund hierfür war die Vorstellung, dass eine Ader, die sog. Vena amoris (lat. für ‚Liebesader‘), direkt von diesem Finger zum Herzen führe. Im antiken Rom trugen nur Frauen einen Ehe- oder Verlobungsring. Letzterer war meist aus Eisen und galt als Zeichen der Bindung, vor allem aber auch als „Empfangsbestätigung“ für die Mitgift. Die Übergabe eines Ringes nur an die Frau hielt sich je nach Kulturkreis und Gesellschaftsschicht bis weit ins vergangene Jahrhundert.
Der Brauch, den Trauring am Ringfinger zu tragen, hat sich bis heute erhalten. Während in den meisten europäischen Ländern der Trauring am linken Ringfinger getragen wird, ist es in Deutschland und Österreich üblich, den Ring am rechten Ringfinger zu tragen, während der Verlobungsring links getragen wird.
Eheringe sind oft mit Inschriften oder Symbolen in der inneren Ringschiene versehen. In antiken römischen Ringen findet man beispielsweise Pignus amoris habes – „Du hast meiner Liebe Pfand“. In heutigen Eheringen sind häufig der Name des Partners und das Datum des Versprechens zu lesen.
Seit dem 2. Jahrhundert v. Chr. gab es unter anderem auch goldene Ringe in Form zweier ineinander verschränkter Hände. Nach Livius wurden goldene Ringe in großer Zahl auf den Schlachtfeldern Süditaliens gefunden, was man damit erklärt, dass es sich um Eheringe gehandelt haben muss. Seine sakrale Bedeutung in der christlichen Kirche hat der Ehering spätestens seit Papst Nikolaus I. (um 850). Seit dem 13. Jahrhundert gehört der Ring fest zum kirchlichen Trauritus.
Der Ehering gilt als Sinnbild der Treue der tragenden Person und ihrer ehelichen Bindung entsprechend den Ritusworten „Trage diesen Ring als Zeichen Deiner Treue“. Mit den heute oft gesprochenen Worten „Trage diesen Ring als Zeichen meiner Treue“ oder „Trage diesen Ring als Zeichen unsrer Liebe und Treue“ und dem wechselseitigen Anstecken und Tragen zweier gleichförmiger Ringe hat der Ehering eine völlig neue Bedeutung erlangt und steht für eine geänderte Eheauffassung.
Auch das Judentum kennt einen Hochzeitsring; dieser wird jedoch nur rituell genutzt; während der Trauung wird der Braut ein solcher Ring an den Zeigefinger der rechten Hand gesteckt.
Ein Paar von Ringen ist ein weit verbreitetes Symbol der Ehe, wobei oft ein Ring durch den anderen geführt ist. Die Ringe selbst werden auch mit symbolischer Bedeutung versehen. So hat ihre Kreisform kein Ende, verschlungene Ringe können nicht getrennt werden, ohne sie zu beschädigen, sie ähneln dem neuzeitlichen Symbol für Unendlichkeit (∞), und meist werden möglichst dauerhafte Materialien verwendet – sämtlich Symbole für die im Kontext der Ehe positiv konnotierten Konzepte Ewigkeit und Verbundenheit. Spezielle Ringformen tragen auch religiöse Bedeutung, wie die Verwendung dreiteiliger Ringe zur Symbolisierung der christlichen Dreifaltigkeit.

### Witwenring
Der Witwenring besteht aus den zusammengefügten beiden Trauringen eines Ehepaares, nachdem ein Ehepartner verstorben ist. 
Hierfür werden die Ringe von einem Goldschmied oder Juwelier umgearbeitet. Eine Möglichkeit ist, die Ringe mit Stegen zu verbinden.
In einigen Regionen oder Familien ist es üblich, beide Trauringe als überlebender Ehepartner zu tragen.

### Ace ring

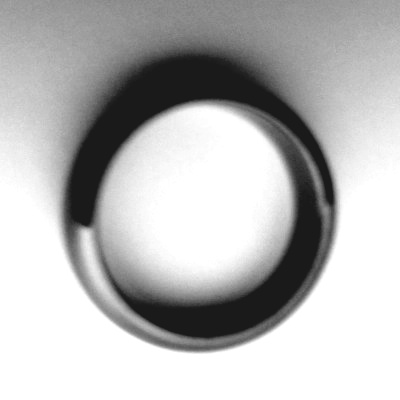
Ace ring

Mit einem schwarzen Ring (auch bekannt als Ace Ring), der am Mittelfinger der rechten Hand getragen wird, symbolisieren asexuelle Menschen ihre Asexualität. Der Ring wird absichtlich in einer ähnlichen Weise getragen, wie Eheringe als Zeichen einer Ehe getragen werden. Das Symbol wird seit 2005 genutzt.

### Claddagh-Ring
Die Trageweise des Claddagh-Rings aus dem irischen Fischerdorf Claddagh soll den Beziehungsstatus einer Person symbolisieren. Rechts getragen, mit dem Herzen zur Person weisend, wird kundgetan, dass bereits eine Liebesverbindung besteht; mit dem Herz von der Person weg hingegen, die Suche nach einem Partner. Der Ring an der linken Hand und die Herzspitze zur Person gerichtet, entspricht einem Trauring. Links, Herz von der Person wegweisend bedeutet entweder, dass jemand geschieden ist oder dass eine Verlobung besteht.

### Keuschheitsring, Versprechensring oder Enthaltsamkeitsring
Der Purity Ring bringt das Versprechen zum Ausdruck mit dem Geschlechtsverkehr bis nach der Eheschließung zu warten (Virginity pledge, „Enthaltsamkeitsversprechen“). Der Ring wird bei der Hochzeit dem Ehepartner als Geschenk und Symbol der eigenen Reinheit übergeben.

### Trauerring
Ring aus unterschiedlichen Materialien, der sich beim Tragen durch Abrieb und/oder Zersetzung (z. B. durch Reaktion mit Schweiß) auflöst. Die Asche des Toten oder andere Stoffe, die mit dem Toten in Verbindung standen, können im Material enthalten sein.

### Ringe als Zeichen des religiösen Standes

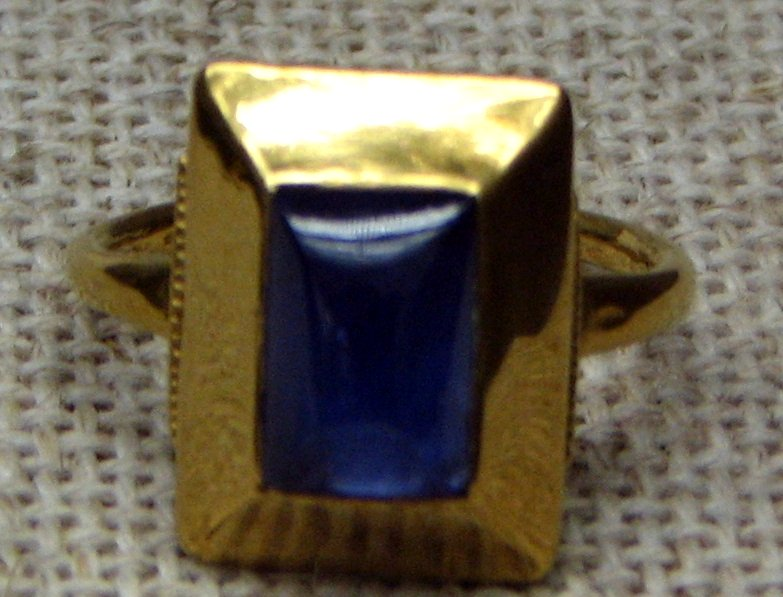
Bischofsring des Erzbischofs Albero von Montreuil 1131–1152

Seit dem 7. Jahrhundert gehört zu den Insignien der geweihten Jungfrauen der Ring. Ausgehend von diesem alten Brauch tragen auch in manchen Orden Nonnen und Ordensschwestern nach ihrer feierlichen Profess einen Ring. In beiden Fällen ist der Ring ein bräutliches Symbol für die Bindung an Christus.
Abt-, Bischofs- und Kardinalsring sowie der Fischerring des Papstes sind ebenfalls Insignien. Oft sind diese Ringe mit einem Amethyst (Stein der Anmut und Weisheit) verarbeitet.

### Ringe als Auszeichnung für künstlerische Leistungen
Einige Preise, mit denen Künstlerinnen oder Künstler ausgezeichnet werden, sind Fingerringe. Der von der österreichischen Bundesregierung gestiftete, auf Lebenszeit verliehene Iffland-Ring wird von seinem jeweiligen Träger testamentarisch an den bedeutendsten und würdigsten Bühnenkünstler des deutschsprachigen Theaters weiterverliehen. Bühnenkünstlerinnen erhalten stattdessen den Alma-Seidler-Ring. Die Stadt Goslar und der Verein zur Förderung moderner Kunst Goslar e. V. verleihen jährlich den Goslarer Kaiserring als undotierte Auszeichnung an zeitgenössische bildende Künstler.

### Ringe als Zeichen des Berufsstandes

#### Daumenring von Bogenschützen
Der dem Schutz des Daumens dienende und auf dessen zweiten Glied zu tragende Ring war bei den berittenen oder zu Fuß kämpfenden Bogenschützen mancher Heere üblich.

#### Absolventenringe

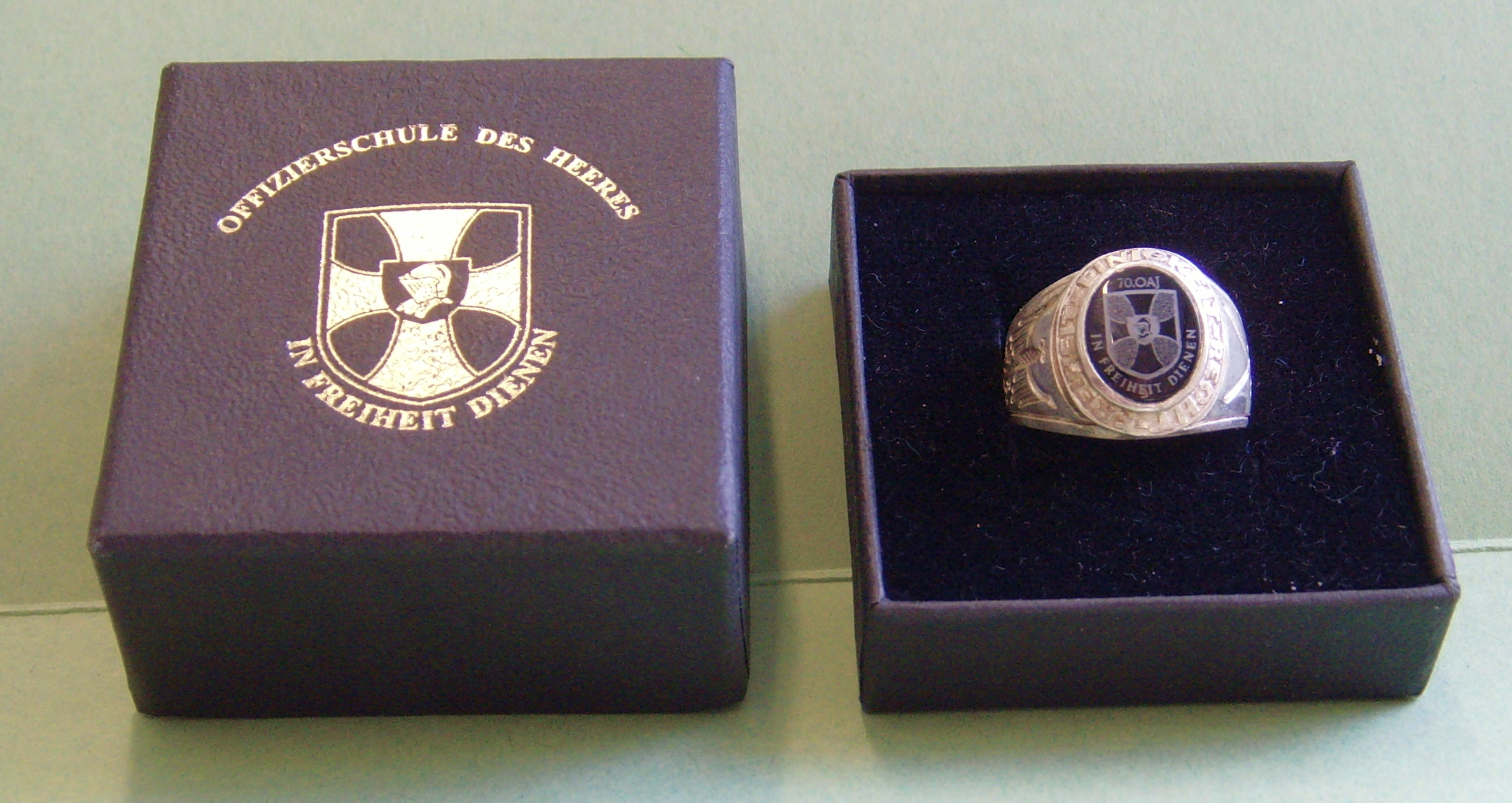
Jahrgangsring Nr. 70301657, 70. OAJ

1835 wurden erstmals Absolventenringe an Offiziersanwärter der amerikanischen Militärakademie West Point ausgegeben. Über Militärakademien hinaus sind solche Ringe mittlerweile an vielen Highschools, Colleges und Universitäten in den USA und Kanada üblich. Sie symbolisieren Zusammengehörigkeit des jeweiligen Jahrganges, Verbundenheit der Absolventen mit ihrer Alma Mater und den erfolgreichen Abschluss.

### Ringe, die zugleich eine Funktion erfüllen

#### Giftring
Seit der Antike ist der Giftring bekannt – ein Ring, der mit einem zu öffnenden Behältnis versehen ist, das eine ausreichende Menge Gift (oder Medizin) aufnehmen kann. Das Gift kann so unauffällig ins Getränk oder die Speise des Opfers geleert werden. Der Giftring ist ein skurriles Schmuckstück, das von jeher die Fantasie der Menschen anregte. Besonders während der Renaissance soll der Giftring ein Requisit der Machterhaltung gewesen sein.

#### Siegelring
Siegelringe sind ebenfalls seit der Antike bekannt. Es handelt sich dabei um einen ringförmigen Stempel. Aus dem antiken Ägypten sind Ringe mit Rollsiegeln bekannt. Bei Siegelringen finden häufig geschnittene Lagenachate als Siegelplatte Verwendung.

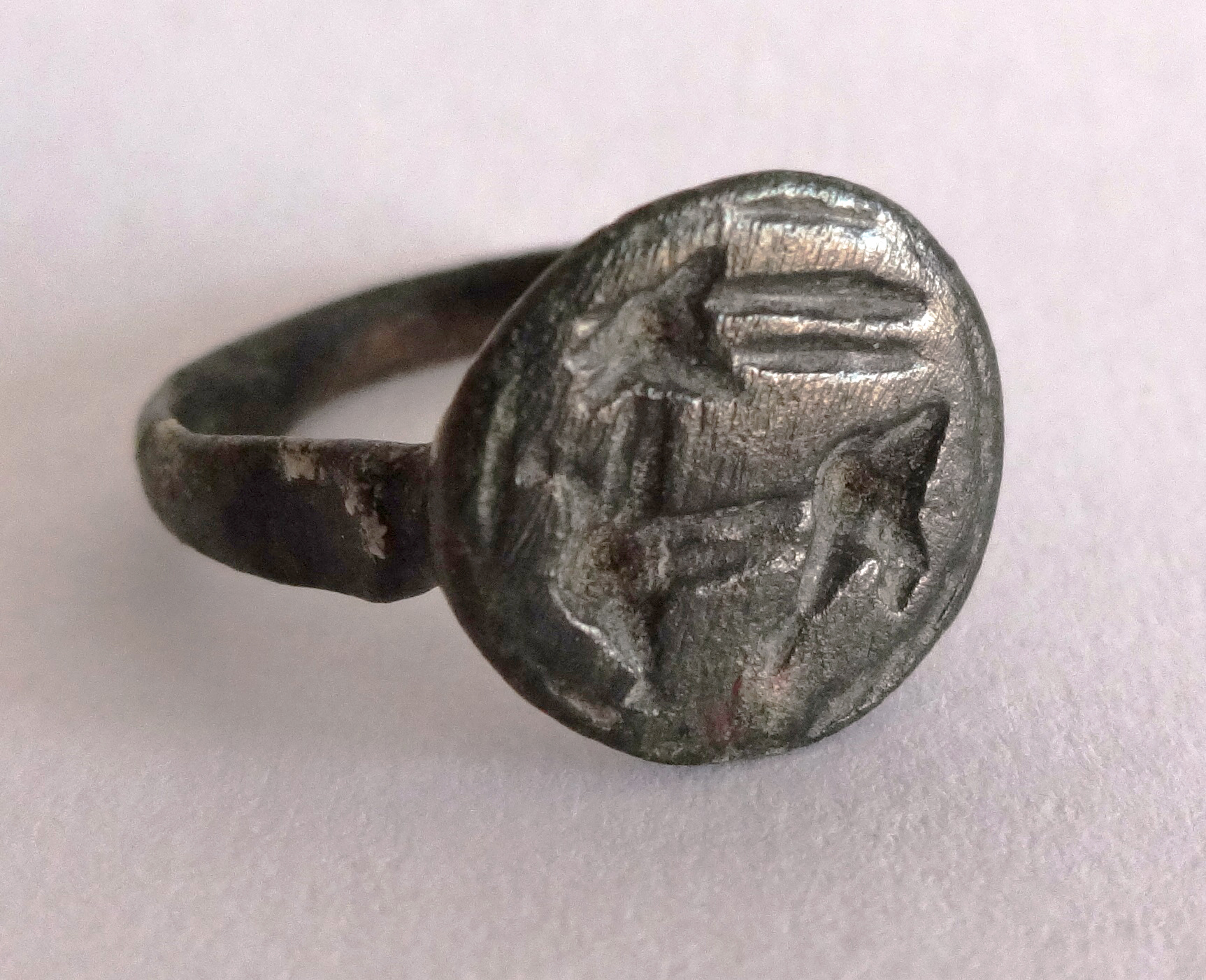
Siegelring mit Steinbockmotiv, vermutlich griechisch, 4.–2. Jh. v. Chr.

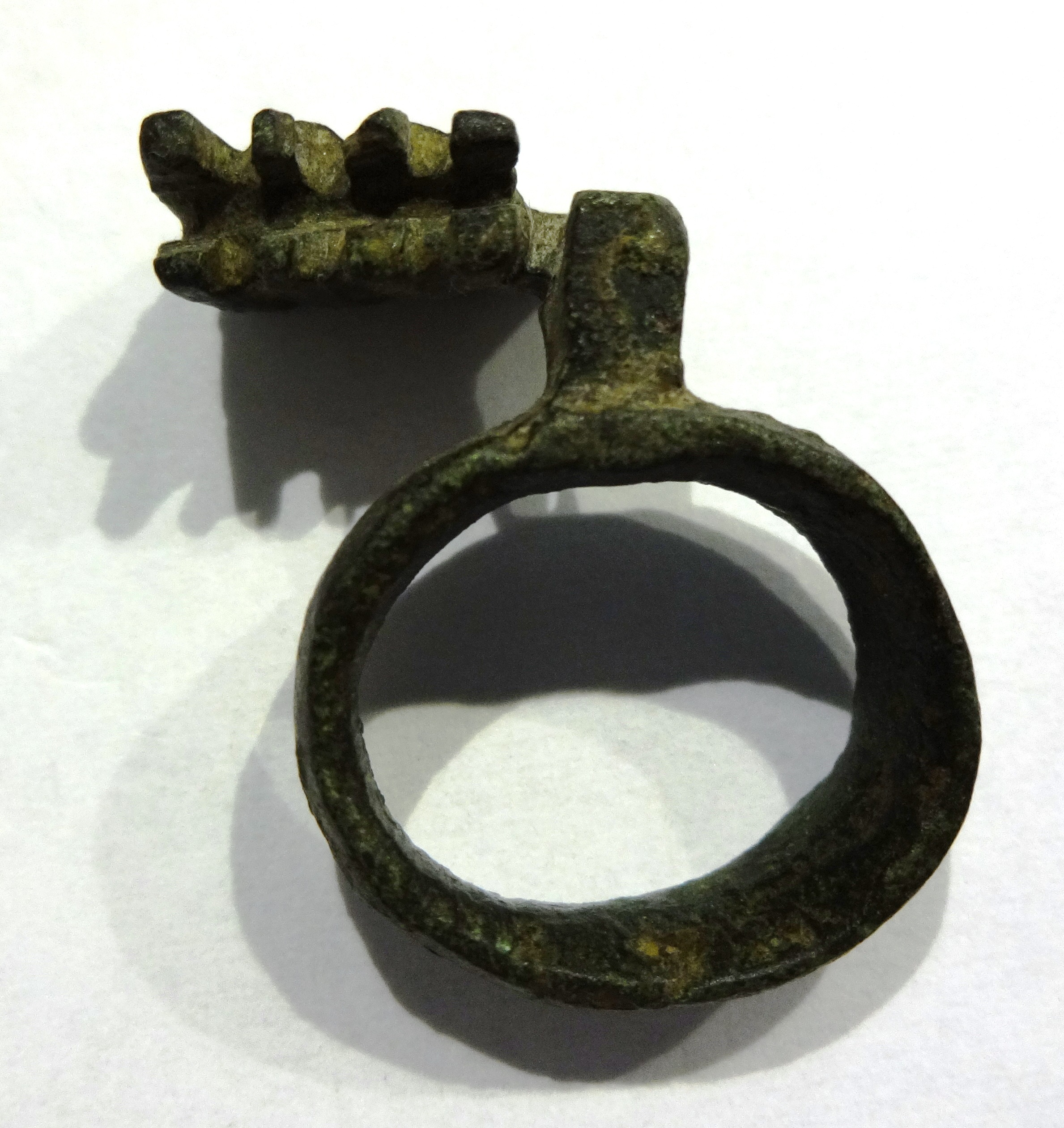
Antiker Schlüsselring, vermutlich römisch

#### Schlüsselring
In der Antike gab es auch Ringe, die nicht als Schmuck, sondern als Befestigung für Schlüssel dienten. Es handelte sich nicht um einen Ring, der mehrere Schlüssel zusammenfasst, wie wir den Begriff heute verstehen, sondern um einzelne Fingerringe, an denen je ein Schlüssel fest angeschmiedet ist.

#### Rosenkranzring

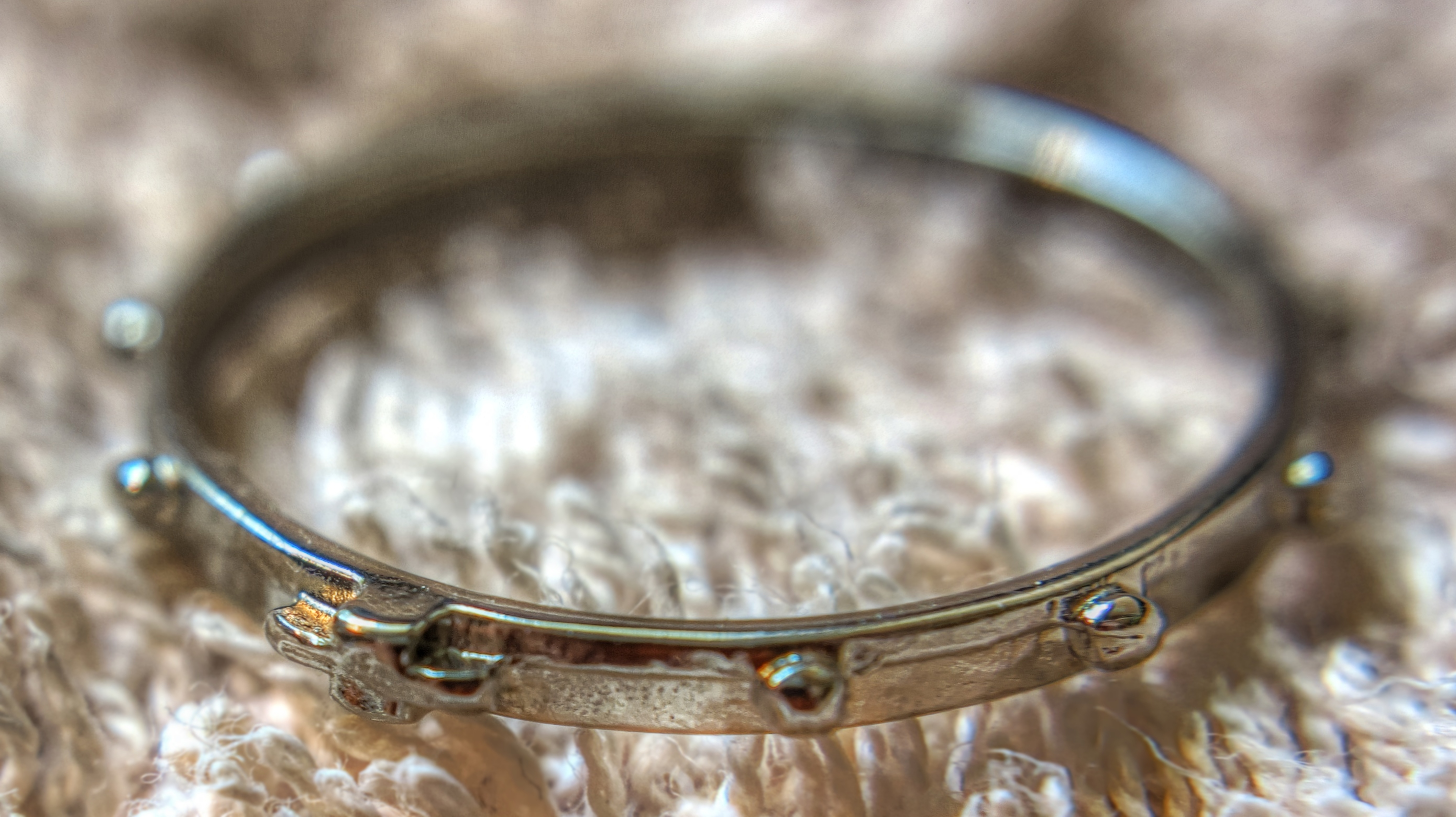
Rosenkranzring
Durchmesser 21 mm

Eine verkleinerte Version des Rosenkranzes ist der Fingerrosenkranz, Rosenkranzring oder Soldatenrosenkranz, der als Zählhilfe bei Gebetsabfolgen Verwendung findet. Er hat im Allgemeinen zehn Erhebungen, zuweilen auch fünf, und ein kleines Kreuz. Mit ihm kann ein sogenanntes Gesätz gebetet werden, das aus jeweils zehn Ave Maria und einem Vaterunser besteht, wie auch der ganze Rosenkranz, der aus fünf Gesätzen besteht.

## Ringgrößen
Dabei wird eine Identität zwischen dem Außenumfang des Fingers und dem Innenumfang des Ringes vorausgesetzt. Es gilt die Formel für den Kreisumfang U = π d = 2 π r mit der Kreiszahl π, dem Durchmesser d und dem Halbmesser r. Es existieren weltweit verschiedene Maße:
- Wiener Vereinigungsmaß (Umfang in mm)
- Französisches Maß (Umfang in mm minus 40)
- Durchmessermaß (Durchmesser in mm)
- Englisches Maß
- Amerikanisches Maß (USA/Kanada)

| Wiener Vereinigungsmaß | Französisches Maß | Durchmessermaß | Englisches Maß | Amerikanisches Maß |
| ---------------------- | ----------------- | -------------- | -------------- | ------------------ |
| 40                     | 0                 | 12,5           |                | 1                  |
| 40,5                   | 0,5               | 12,9           |                | 1−                 |
| 41,5                   | 1,5               | 13,4           | D              | 2                  |
| 43                     | 3                 | 13,8           | E              | 2−                 |
| 44,5                   | 4,5               | 14,2           | F              | 3                  |
| 45,5                   | 5,5               | 14,6           | G              | 3−                 |
| 47                     | 7                 | 15             | H              | 4                  |
| 48                     | 8                 | 15,4           | I              | 4−                 |
| 49,5                   | 9,5               | 15,8           | J              | 5                  |
| 50,5                   | 10,5              | 16,2           | K              | 5−                 |
| 52                     | 12                | 16,5           | L              | 6                  |
| 53,5                   | 13,5              | 17             | M              | 6−                 |
| 54,5                   | 14,5              | 17,5           | N              | 7                  |
| 56                     | 16                | 17,8           | O              | 7−                 |
| 56,5                   | 16,5              | 18             | P              | 8                  |
| 58,5                   | 18,5              | 18,5           | Q              | 8−                 |
| 59,5                   | 19,5              | 19             | R              | 9                  |
| 61                     | 21                | 19,5           | S              | 9−                 |
| 62,5                   | 22,5              | 19,9           | T              | 10                 |
| 63,5                   | 23,5              | 20,3           | U              | 10−                |
| 65                     | 25                | 20,5           | V              | 11                 |
| 66                     | 26                | 21             | W              | 11−                |
| 67,5                   | 27,5              | 21,5           | X              | 12                 |
| 69                     | 29                | 22             | Y              | 12−                |
| 70                     | 30                | 22,5           | Z              | 13                 |

Juweliere und Goldschmiede messen die Ringgröße ihrer Kunden mit einem genormten Ringmaß. Dies hat meist die Gestalt von Eisenringen in entsprechenden Größen, welche beweglich um einen zentralen, sie bündelnden Ring gruppiert sind, so dass durch Aufstecken der einzelnen Ringe die passende Größe ermittelt werden kann. Manchmal wird hierzu auch eine einfache Schablone mit Lochungen in den verschiedenen Größen benutzt.
Die persönliche Ringgröße kann auch festgestellt werden, indem bei einem gut sitzenden, vorhandenen Ring der innere Durchmesser in Millimeter (mm) mit Hilfe eines Messschiebers ermittelt wird. Anschließend wird dieser mit der Kreiszahl (gerundet 3,142) multipliziert. Das Ergebnis ist der Ringumfang bzw. Fingerumfang.
Eine Methode zur ungefähren Ermittlung der Ringgröße ist die Bestimmung des Fingerumfangs mit Hilfe eines Papierstücks. Hierzu wird ein wenige Millimeter breiter Papierstreifen ausgeschnitten und um den Finger gewickelt. Die Schnittstelle des Papiers wird auf beiden, einander überlappenden Lagen markiert und anschließend der Abstand zwischen den Markierungen mit einem Lineal ausgemessen. Jedoch berücksichtigt diese Methode nicht, dass Ringe je nach ihrer Gestalt, der Form des Fingers und der Ausprägung der Fingerknöchel unterschiedlich weit gearbeitet werden müssen, um angenehm tragbar zu sein.
Hinzu kommt, dass die Finger im Verlaufe des Tages anschwellen und zudem im Sommer aufgrund der höheren Temperaturen etwas dicker sind als im Winter.

## Der Ring in der Kultur

### Film
- Der Ring der drei Wünsche
- Der Ring des Schicksals
- Der Ring des schwedischen Reiters
- Der Herr der Ringe (Filmtrilogie)